# Juan Manuel de Ayala

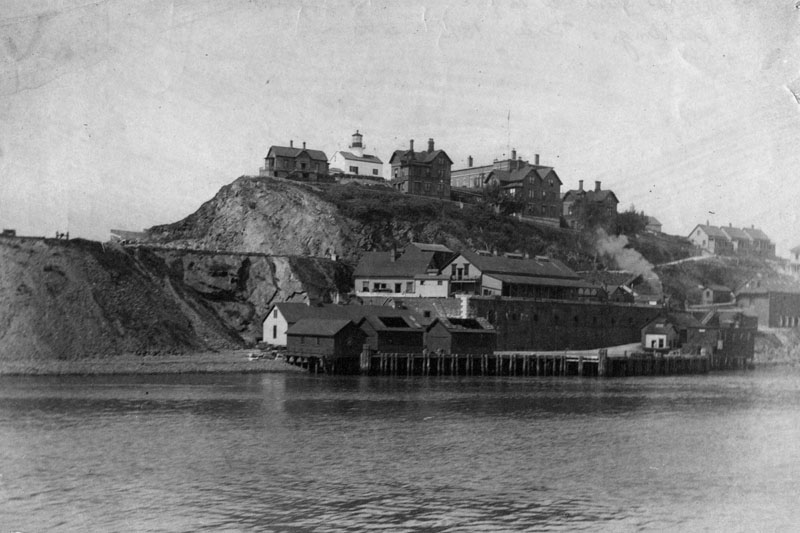
Alcatraz in 1895

Juan Manuel de Ayala (Osuna, 28 december 1745 - 30 december 1797) was een Spaanse marineofficier die een belangrijke rol speelde in de Europese ontdekking van Californië omdat hij en de état major van het schip San Carlos voor zover bekend de eerste Europeanen zijn geweest die de Baai van San Francisco binnenvoeren.

## Loopbaan
De Ayala begon zijn loopbaan bij de marine op 19 september 1760 en werd in 1782 benoemd tot kapitein; hij verliet de zeedienst met pensioen (maar werd volledig doorbetaald vanwege zijn verdiensten in Californië) op 14 maart 1785.  In de vroege jaren 1770 beval de Spaanse Koninklijke macht dat de noordelijke kust van Californië onderzocht moest worden. Dat was onder meer om te onderzoeken of er Russische nederzettingen aanwezig waren en om de haven van San Francisco te onderzoeken. Don Fernando Rivera y Moncada had toen al een punt aangewezen voor een nederzetting in wat tegenwoordig San Francisco is, en een overland-expeditie naar het noorden uitgerust onder Juan Bautista de Anza om de Spaanse macht te bevestigen in het gebied. De Ayala, in de rang van luitenant, was ingedeeld bij een zee-expeditie; hij bereikte Santa Cruz in augustus 1774 en reisde verder naar Mexico om nadere bevelen te ontvangen van de onderkoning, Don Antonio María de Bucareli y Ursúa.
Bucareli zond hem naar San Blas waar hij het commando verkreeg over de schoener Sonora, dat deel uitmaakte van het eskader onder commando van Don Bruno de Heceta op het fregat Santiago. Dit eskader vertrok van San Blas in het jaar 1775. Toen men buiten San Blas geankerd lag en op het punt stond uit te zeilen werd de commandant van de mailboot San Carlos, Don Miguel Manrique, ziek - bronnen beweren dat hij krankzinnig werd. De Ayala kreeg het bevel het commando over deze boot over te nemen, waarmee hij terug naar San Blas zeilde om de ongelukkige Manrique aan land te zetten, en vervolgens  na een paar dagen zeilen terugkeerde bij het eskader. Hij kreeg orders door de zeestraat te varen en die omgeving te onderzoeken, terwijl de Santiago en de Sonora verder noordwaarts voeren. De San Carlos nam lading (onder meer leeftocht) in te Monterey, vertrok van daar op 26 juli en voer verder naar het noorden.
De Ayala passeerde op 5 augustus 1775 de zeestraat die later de Golden Gate zou genoemd worden; dit kostte enige moeite vanwege de getijdestromingen. De Ayala probeerde een aantal ankerplaatsen uit, en koos uiteindelijk voor het Ángel-eiland maar het lukte hem niet, zoals hij gehoopt had, in contact te komen met De Anza en zijn manschappen. Hij richtte een houten kruis op, op de plaatst waar hij de eerste nacht had gebivakkeerd en de San Carlos bleef in de baai tot 18 september. Hierna keerde men terug naar San Blas via Monterey. De Ayala's rapport verschafte een volledig overzicht van de geografie van de baai en gaf de voordelen van de baai als haven; die hadden vooral betrekking op de afwezigheid van de mist en nevel, die Monteray kenmerkte en de behulpzaamheid van de oorspronkelijke bevolking. De Ayala noemde Alcatraz na de ontdekking daarvan La Isla de los Alcatraces. Alcatraz is een Spaans leenwoord uit het Arabische al-qatras, wat zeearend betekende. Hij refereerde hiermee aan de bruine pelikaan-soorten die daar veel voorkwamen.